# 鲍威尔诉麦科马克案
鲍威尔诉麦科马克案，Powell v. McCormack，395 U.S. 486 (1969)，是美國聯邦最高法院的著名案例，針對眾議院認定認定Powell曾涉及不法情事而決議禁止其就任，法院認為本案仍具「司法審查可能性」(justiciable),並非政治問題。

## 事實
Adam Clayton Powell當選為聯邦眾議員，雖然其具備憲法雖規定的當選要件，但是眾議院禁止其就任。眾議根據一個特別委員會的調查報告做成決議，該報告指出，上訴人曾不當主張豁免權，以規避訴訟。另外，並不當挪用眾議院基金供自己和他人使用，又曾對該院進行不實的報告。眾議院於第90屆會議開始時，依據美國憲法第1條第5項第2款的規定，以307比116票禁止其就任，Powell因此向聯邦法院提起訴訟。Powell主張禁止其就任的眾議院決議違憲，並命眾議院不得拒發其薪餉，下級法院駁回Powell的請求。

## 爭點
憲法是否已明文，將議員資格的審查，交由政治部門處理?

## 先例
美國憲法第一條第二項第二款：「凡年齡不滿25歲，成為合眾國公民未滿七年，或在一州當選時不是該州居民者，不得擔任眾議院。」；第一條第五項第一款:「參眾兩院應自行審查本院議員的選舉、選舉結果和議員資格…」；第一條第五項第二款:「參眾兩院得自行規定議事規則，懲罰擾亂秩序的議員，並經2/3議員的同意開除議員。」
Baker v. Carr
政治問題不適合由法院審查，是由於權力分立的緣故。為了認定憲法是否已將繫爭問題授權政府中某個與政治部門處理，法院必須解釋憲法。

## 理由
Hamillton曾謂:「人民應選擇其所歡迎的人來統治他們。」 如縱容國會任意認定議員的資格，使不當而危險的權力賦予立法者，將無異使得憲法規定須有2/3議員的同意，方得驅逐議員的用意，喪失殆盡。
憲法第一條第五項，僅授權國會得就憲法明文之要件進行認定，因此，「政治問題」理論在此無法適用。法院認定上訴人有無就任議員的權利，所涉及的，是憲法的解釋，並未就政治部門有所不尊重。

## 結論
駁回原判決，並發回原審法院重審。

## 外部連結
司法違憲審查與「政治問題」--大法官會議釋字三二八號評析
Powell v. McCormack